# Коме (остров, Уганда)
Коме (англ. Koome Island) — остров в северной части озера Виктория, в Уганде, в Центральной области, южнее столицы Кампала, в 63 км к северо-востоку от Калангала и в 35 км к юго-востоку от Энтеббе. Отделён от островов Сесе проливом Коме (Koome Channel). Наивысшая точка 1275 метров над уровнем моря. Крупнейший населённый пункт — Бугомбе (Bugombe) на северо-западной оконечности острова.
К группе островов Коме относятся также острова Дамба, Лваджи, Нгамба, Булаго, Нсадзи и другие.
Жители заняты рыбной ловлей, в частности нильского окуня, большая часть улова которого перерабатывается на материке для экспорта. Другие виды экономической деятельности включают сельское хозяйство, растениеводство и животноводство, лесозаготовки и туризм.